# Strassenbahn Meiringen–Aareschlucht
| Streckenlänge: | 2,77 km             |                              |                              |
| Spurweite: | 1000 mm (Meterspur) |                              |                              |
| Stromsystem: | 500 Volt =          |                              |                              |
| Maximale Neigung: | 39 ‰                |                              |                              |
| Minimaler Radius: | 20 m                |                              |                              |
| |                     |                              |                              |
| \| \| 0,00 \| Meiringen Bahnhof \| 598 m ü. M. \| \| \| 0,10 \| Bären \| Bären \| \| \| 0,30 \| Kirchgasse \| Kirchgasse \| \| \| 0,40 \| Post \| Post \| \| \| 0,50 \| Langgasse \| Langgasse \| \| \| 0,70 \| Alpbach \| Alpbach \| \| \| \| Meiringen-Innertkirchen-Bahn \| \| \| \| 1,00 \| Aare (36 m) \| Aare (36 m) \| \| \| 1,40 \| Reichenbach \| 602 m ü. M. \| \| \| 1,60 \| Lauibach \| Lauibach \| \| \| 2,00 \| Schulhaus Willigen \| Schulhaus Willigen \| \| \| 2,30 \| Aaresteg \| Aaresteg \| \| \| 2,77 \| Aareschlucht \| 609 m ü. M. \| |                     |                              |                              |
| U-Bahn-Kopfbahnhof Streckenanfang (Strecke außer Betrieb) | 0,00                | Meiringen Bahnhof            | 598 m ü. M.                  |
| U-Bahn-Haltepunkt / Haltestelle (Strecke außer Betrieb) | 0,10                | Bären                        | Bären                        |
| U-Bahn-Haltepunkt / Haltestelle (Strecke außer Betrieb) | 0,30                | Kirchgasse                   | Kirchgasse                   |
| U-Bahn-Haltepunkt / Haltestelle (Strecke außer Betrieb) | 0,40                | Post                         | Post                         |
| U-Bahn-Haltepunkt / Haltestelle (Strecke außer Betrieb) | 0,50                | Langgasse                    | Langgasse                    |
| U-Bahn-Haltepunkt / Haltestelle (Strecke außer Betrieb) | 0,70                | Alpbach                      | Alpbach                      |
| U-Bahn-Kreuzung mit Eisenbahn (Strecke geradeaus außer Betrieb) |                     | Meiringen-Innertkirchen-Bahn | Meiringen-Innertkirchen-Bahn |
| U-Bahn-Brücke über Wasserlauf (Strecke außer Betrieb) | 1,00                | Aare (36 m)                  | Aare (36 m)                  |
| U-Bahn-Bahnhof (Strecke außer Betrieb) | 1,40                | Reichenbach                  | 602 m ü. M.                  |
| U-Bahn-Haltepunkt / Haltestelle (Strecke außer Betrieb) | 1,60                | Lauibach                     | Lauibach                     |
| U-Bahn-Haltepunkt / Haltestelle (Strecke außer Betrieb) | 2,00                | Schulhaus Willigen           | Schulhaus Willigen           |
| U-Bahn-Haltepunkt / Haltestelle (Strecke außer Betrieb) | 2,30                | Aaresteg                     | Aaresteg                     |
| U-Bahn-Kopfbahnhof Streckenende (Strecke außer Betrieb) | 2,77                | Aareschlucht                 | 609 m ü. M.                  |

Die Strassenbahn Meiringen–Aareschlucht war eine 2,77 Kilometer lange meterspurige Überlandstrassenbahn im Schweizer Haslital im Berner Oberland. Betrieben wurde sie vom in Meiringen ansässigen Verkehrsunternehmen Trambahn Meiringen–Reichenbach–Aareschlucht, abgekürzt MRA. Sie verband zwischen 1912 und 1956 den Bahnhof Meiringen mit der Talstation der Reichenbachfall-Bahn (RfB) und dem Eingang in die Aareschlucht auf der Westseite und verkehrte nur im Sommerhalbjahr.

## Geschichte

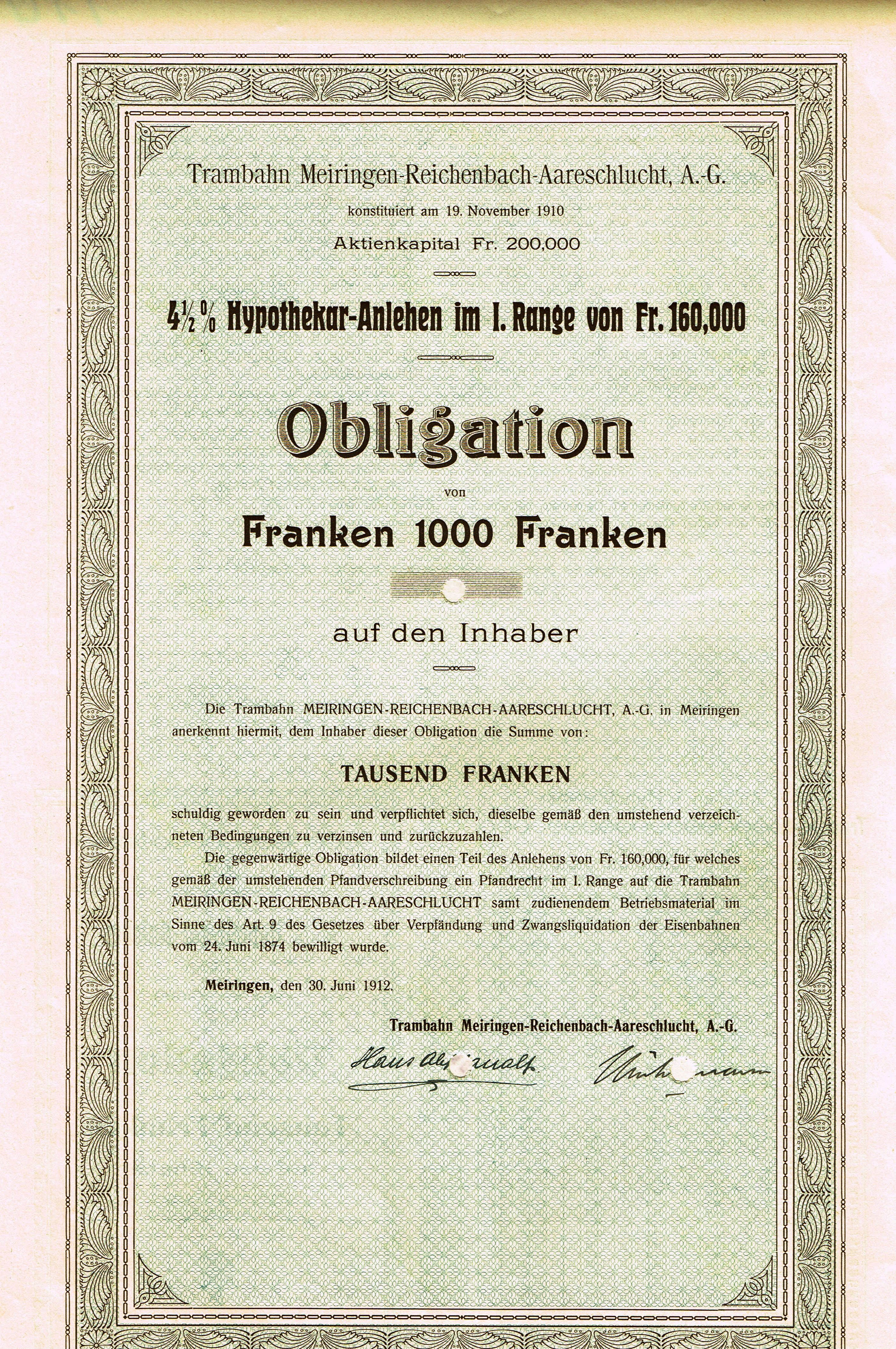
Obligation über 1000 Franken der Trambahn Meiringen–Reichenbach–Aareschlucht AG vom 30. Juni 1912

Obwohl es schon Ende der 1890er Jahre erste Bestrebungen für eine Strassenbahn zum touristisch interessanten Reichenbachfall und zur Aareschlucht gab, verzögerte sich die Eröffnung der Strassenbahnstrecke wegen Konkurrenzkämpfen um die Konzession, Streitigkeiten über die Streckenführung und Verzögerungen bei der Beschaffung des Baumaterials. So konnte die Strassenbahnstrecke erst am 24. August 1912 eröffnet werden, fuhr anfangs aber mit angemieteten Fahrzeugen der Albisgütlibahn (AGB) und auf zwei Weichen der Strassenbahn Luzern. Erst im folgenden Sommer konnte der endgültige Betrieb aufgenommen werden. Die Auslastung lag über den Erwartungen. An beiden Streckenenden befand sich je eine Wendeschleife, das Depot war beim Bahnhof Meiringen. Inklusive der beiden Schleifen betrug die Gleislänge 3,012 Kilometer, zusätzlich existierten 89 Meter Ausweich- und 231 Meter Abstellgleise. Eine einfache Fahrt dauerte zwölf Minuten. 
Durch Ausbruch des Ersten Weltkrieges fielen die Fahrgäste aus dem Ausland weg, und der Betrieb wurde daher 1915 nicht wieder aufgenommen. Erst 1920 ging die Bahn wieder in Betrieb, war in den Folgejahren jedoch nicht mehr so erfolgreich wie nach der Eröffnung. Dies lag unter anderem an der aufkommenden Konkurrenz durch das Automobil.
Wegen des Zweiten Weltkrieges war der Betrieb ab 1940 wieder unterbrochen, wurde jedoch ab 1941 mit reduzierter Taktfrequenz wieder aufgenommen. In den Folgejahren waren die Einnahmen meist niedrig, weswegen die Wartung der Gleisanlagen eingeschränkt werden musste. 1946 erhielt die Meiringen-Innertkirchen-Bahn (MIB) die Konzession für den Personenverkehr und wurde zu einem ernsten Mitbewerber. Da sich der Zustand der Strecke fortan immer weiter verschlechterte, wurde der Betrieb am 16. September 1956 eingestellt. Noch im gleichen Jahr erfolgte die Stilllegung der Strecke. In den Jahren 1946 und 1947 wurde der ursprünglich grüne Anstrich durch einen blau-weissen Anstrich ersetzt.
1958 wurde die Strassenbahnstrecke abgebrochen und die dazugehörenden Fahrzeuge verschrottet. Das Depot unmittelbar beim Bahnhof Meiringen besteht hingegen mit Stand 2014 noch heute und wird als Lokal für Anlässe und Ausstellungen von der Gemeinde Meiringen (Inhaberin) vermietet.

## Fahrzeuge
| Beschreibung | Typ    | Nummern   | Baujahr | Einsatzjahre  | Hersteller | Bemerkungen                                                                           |
| ------------ | ------ | --------- | ------- | ------------- | ---------- | ------------------------------------------------------------------------------------- |
| Motorwagen   | Ce 2/2 | 1 bis 4   | 1907    | 1912 und 1913 | SWS / MFO  | von der AGB angemietet                                                                |
| Motorwagen   | Ce 2/2 | 1 bis 3   | 1913    | 1913 bis 1956 | SWS / MFO  |                                                                                       |

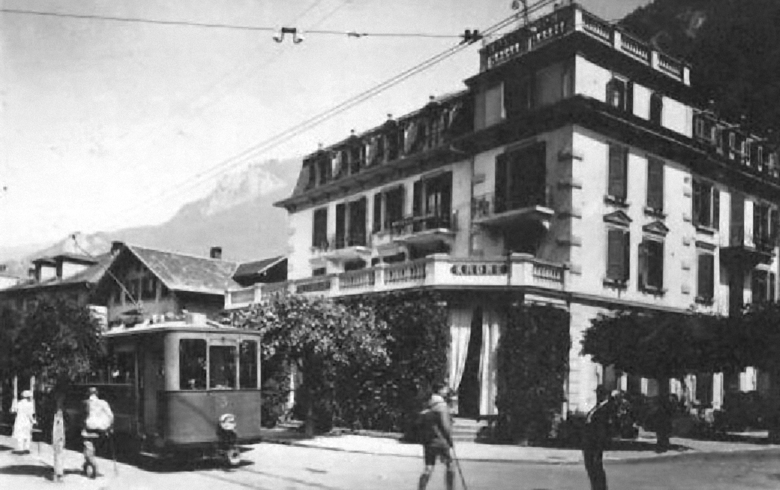
Der Ce 2/2 3 vor dem Hotel «Krone» in Meiringen

| Sommerwagen  | C2     | 21 bis 24 | 1912    | 1912 bis 1956 | SWS        | 1947/1948 in 4 bis 7 umnummeriert und gleichzeitig von Grün auf Blau-Weiss umlackiert |